# Kimi no Koto ga Dai Dai Dai Dai Daisuki na 100-nin no Kanojo
Kimi no Koto ga Dai Dai Dai Dai Daisuki na 100-nin no Kanojo (君のことが大大大大大好きな100人の彼女) ist eine Manga-Serie, die von Rikito Nakamura geschrieben und von Yukiko Nozawa gezeichnet wird. Das Werk, welches seit 2019 im Shūkan Young Jump des Verlages Shūeisha erscheint, ist in den Gattungen Harem sowie in der romantischen Komödie zu verorten und an eine junge erwachsene, männliche Leserschaft – Seinen – ausgerichtet.
Im Juli 2023 wurde der Manga als Light Novel adaptiert, welche eine Nebengeschichte erzählt. Eine Umsetzung als Anime-Fernsehserie lief 2023 und 2025 im japanischen Fernsehen und wurde international unter dem Titel The 100 Girlfriends Who Really, Really, Really, Really, Really Love You im Simulcast gezeigt.
Die Geschichte folgt dem Oberschüler Rentarō Aijō, der bereits 100 Mädchen seine Liebe gestand und jedes Mal abserviert wurde. Vom Gott der Liebe erfährt er, dass er aufgrund eines Missgeschickes Pech in der Liebe habe und an der Oberschule 100 Seelenverwandte treffen werde. Der Haken: Sollte Rentarō die Liebe einer Seelenverwandten nicht erwidern, wird diese ein böses Schicksal ereilen.

## Handlung
Am letzten Tag an der Mittelschule gesteht Rentarō Aijō einer ehemaligen Klassenkameradin seine Liebe, wird aber von ihr abserviert. Einem Freund erklärt er, dass sie die 100. Person gewesen ist, die ihm eine Abfuhr erteilt habe.
Aus Verzweiflung besucht Rentarō einen Shintō-Schrein, um die Götter um Hilfe zu bitten, damit auch er endlich eine Freundin findet. Tatsächlich erscheint vor ihm der Gott der Liebe. Von diesem erfährt er, dass Rentarōs Pech auf einen Fehler seinerseits zurückzuführen ist, welcher bei Rentarōs Geburt geschah. Der Gott der Liebe offenbart, dass er an seiner Zeit an der Oberschule auf insgesamt 100 Seelenverwandte treffen werde und dies durch ein besonderes Gefühl bemerkbar gemacht wird, wenn sich die betroffenen Personen in die Augen sehen.
Tatsächlich trifft er am ersten Tag an der Oberschule auf zwei seiner 100 Seelenverwandten: Die wohlhabende Hakari Hanazono und die impulsive Karane Inda. Da er sich zwischen den beiden nicht entscheiden kann, beschließt Rentarō abermals, den Gott der Liebe aufzusuchen. Nun erfährt er, was beim ersten Gespräch nicht zur Ansprache gekommen ist. Rentarō darf sich nicht für eine seiner Seelenverwandten entscheiden, sondern muss mit allen eine Beziehung führen. Sollte er die Liebe einer Seelenverwandten nicht erwidern, wird diese durch ein tragisches Schicksal sterben. Hin- und hergerissen, wie er von nun an eine Beziehung mit 100 Mädchen führen soll, beschließt Rentarō alle im gleichen Maße zu lieben und keine Beziehung hinter den Rücken seiner Freundinnen zu führen.

## Medien

### Manga
Geschrieben wird der Manga von Rikito Nakamura und gezeichnet von Yukiko Nozawa. Die ersten Kapitel erschienen am 26. Dezember 2019 im Magazin Shūkan Young Jump des Verlages Shūeisha. Die Kapitel wurden in mehrere Bände zusammengefasst und ab April des Jahres 2020 im Tankōbon-Format veröffentlicht. So erschienen bisher 22 Mangabände (Stand Juni 2025).
Am 22. Februar 2022 wurde der erste Band des Mangas vom US-amerikanischen Verlag Seven Seas Entertainment in englischer Sprache gedruckt und digital veröffentlicht. Mana Books veröffentlicht den Manga in französischer Sprache unter dem Titel Les 100 petites amies qui t'aiiiment à en mourir. In Südkorea erscheint der Titel bei Haksan Publishing.
| Band | Veröffentlichung (Japan) | ISBN (Japan)            |
| ---- | ------------------------ | ----------------------- |
| 1    | 17. April 2020           | ISBN 978-4-08-891533-3. |
| 2    | 19. Juni 2020            | ISBN 978-4-08-891569-2. |
| 3    | 18. September 2020       | ISBN 978-4-08-891656-9. |
| 4    | 18. Dezember 2020        | ISBN 978-4-08-891736-8. |
| 5    | 18. März 2021            | ISBN 978-4-08-891816-7. |
| 6    | 18. Juni 2021            | ISBN 978-4-08-892007-8. |
| 7    | 17. September 2021       | ISBN 978-4-08-892072-6. |
| 8    | 17. Dezember 2021        | ISBN 978-4-08-892164-8. |
| 9    | 18. März 2022            | ISBN 978-4-08-892245-4. |
| 10   | 17. Juni 2022            | ISBN 978-4-08-892338-3. |
| 11   | 16. September 2022       | ISBN 978-4-08-892427-4. |
| 12   | 19. Dezember 2022        | ISBN 978-4-08-892537-0. |
| 13   | 17. März 2023            | ISBN 978-4-08-892629-2. |
| 14   | 19. Juli 2023            | ISBN 978-4-08-892718-3. |
| 15   | 19. Oktober 2023         | ISBN 978-4-08-892861-6. |
| 16   | 17. November 2023        | ISBN 978-4-08-892896-8. |
| 17   | 18. März 2024            | ISBN 978-4-08-893171-5. |
| 18   | 19. Juni 2024            | ISBN 978-4-08-893278-1. |
| 19   | 19. September 2024       | ISBN 978-4-08-893385-6. |
| 20   | 18. Dezember 2024        | ISBN 978-4-08-893504-1. |
| 21   | 18. März 2025            | ISBN 978-4-08-893590-4. |

### Light Novel
Am 19. Juli 2023, am Tag der Veröffentlichung des 14. Mangabandes, erschien ein Light-Novel-Einzelband geschrieben von Hamabune mit Illustrationen von Yukiko Nozawa unter dem Titel Kimi no Koto ga Dai Dai Dai Dai Daisuki na 100-nin no Kanojo: Bangai Koi Monogatari – Secret Rabū Sutorī (君のことが大大大大大好きな100人の彼女 番外恋物語 ～ シークレットラブストーリー ～), welche mehrere Nebengeschichten erzählt.

### Anime-Fernsehserie

#### Staffel 1
Am 13. März 2023 wurde angekündigt, dass der Manga eine Umsetzung als Anime-Fernsehserie erhalten werde. Dieser entstand unter der Regie von Hikaru Satō, welcher bereits an der Entstehung der Anime-Umsetzung zur Mangareihe Jashin-chan Dropkick! involviert war, im Animationsstudio Bibury Animation Studios, während Takashi Aoshima das Drehbuch schrieb und Akane Yano das Charakterdesign entwarf. Die Serienmusik wurde von Shuhei Mutsuki in Zusammenarbeit mit Shunsuke Takizawa und Eba komponiert.
Der Vorspann der ersten Staffel ist mit dem Lied Dai Dai Dai Dai Daisuki na Kimi e♡ unterlegt, welches von den Synchronsprecherinnen Kaede Hondo, Miyu Tomita, Maria Naganawa, Asami Seto und Ayaka Asai, die in der Serie die weiblichen Hauptrollen sprechen, gesungen wurde. Den musikalischen Abspann bildet das Lied Sweet Sign der Sängerin Nako Misaki. Der Abspann der elften Episode ist mit dem Lied I bought today’s ending, so you can do whatever you want ♡ (今日のエンディングは私が買い取ったから好きにしていいわよね♡ Kyō no Ending ha Watashi ga Kaitottakara Suki ni Shite Īwayone), gesungen von Sumire Uesaka unterlegt. Uesaka spricht in der Serie die Rolle von Hahari Hanazono, Hakaris Mutter.
Die zwölf Episoden umfassende erste Staffel wurde zwischen dem 8. Oktober und dem 24. Dezember 2023 im japanischen Fernsehen gezeigt. International wurde die Serie unter dem Titel The 100 Girlfriends Who Really, Really, Really, Really, Really Love You im Simulcast in Originalsprache mit verschiedenen Untertiteln, darunter auch mit deutschen Untertiteln bei Crunchyroll gezeigt. Auch erhielt die Serie eine deutschsprachige Vertonung.

#### Staffel 2
Nach der Ausstrahlung der zwölften und letzten Episode der ersten Staffel am 24. Dezember 2023 wurde angekündigt, dass die Serie mit einer zweiten Staffel fortgesetzt wird, ohne dabei weitere Details zu nennen. Im Juni 2024 wurden im Rahmen eines speziellen Events zum Franchise neue Synchronsprecherinnen vorgestellt und angekündigt, dass die zweite Staffel im Januar 2025 im japanischen Fernsehen starten werde. Die zwölf Episoden umfassende zweite Staffel wurde vom 12. Januar bis 30. März 2025 ausgestrahlt.
Die Vorspannsequenz ist mit dem Lied Arigato, Daisuki ni Natte Kurete unterlegt, gesungen von den Synchronsprecherinnen des weiblichen Hauptcasts unter dem Namen Rentarō Family. Für die Abspannsequenz wurde das Stück Unmei? produziert, dass von den Sprecherinnen der Charaktere Kurumi Haraga, Mei Meido, Iku Sutō, Mimimi Utsukushisugi und Meme Kakure eingesungen wurde.
Crunchyroll sicherte sich die Rechte an einer internationalen Ausstrahlung der Fortsetzung im Simulcast, darunter auch im deutschsprachigen Raum. Am 2. Februar 2025 startete die deutsche Synchronfassung der zweiten Staffel auf Crunchyroll und wurde am 30. März 2025 abgeschlossen.

## Veröffentlichung
Im Zuge ihres Panels im Rahmen der AnimagiC kündigte das Medienunternehmen Crunchyroll an den Titel The 100 Girlfriends Who Really, Really, Really, Really, Really Love You auf Disc zu veröffentlichen. Geplant ist eine Veröffentlichung im Januar 2025.

## Synchronisation
| Rolle                | Japanische Stimme (Seiyū) | Deutsche Stimme                                      |
| -------------------- | ------------------------- | ---------------------------------------------------- |
| Rentarō Aijō         | Wataru Katō               | Tobias John von Freyend                              |
| Hakari Hanazono      | Kaede Hondo               | Jennifer Weiß (1. Staffel) Lisa Dzyadyk (2. Staffel) |
| Karane Inda          | Miyu Tomita               | Lea Kalbhenn                                         |
| Shizuka Yoshimoto    | Maria Naganawa            | Nina Schatton                                        |
| Nano Eiai            | Asami Seto                | Birte Baumgardt                                      |
| Kusuri Yakuzen       | Ayaka Asai                | Jodie Blank                                          |
| Hahari Hanazono      | Sumire Uesaka             | Daniela Molina                                       |
| Kurumi Haraga        | Amane Shindō              | Sabrina Schwarz                                      |
| Meido Mei            | Suzuko Mimori             | Julia Bautz                                          |
| Iku Sutō             | Rie Takahashi             | –                                                    |
| Mimimi Utsukushisugi | Lynn                      | –                                                    |
| Meme Kakure          | Kanon Takao               | –                                                    |
| Gott der Liebe       | Shigeru Chiba             | K. Dieter Klebsch                                    |
| Erzähler             | Yūji Ueda                 | Frank Schröder                                       |

## Kritik
Laut dem offiziellen Twitter-Account konnte sich die Mangareihe bis März 2023 rund eine Million Mal in Japan verkaufen.
Bei den Next Manga Awards im Jahr 2020 erreichte die Mangareihe mit knapp 20.000 Stimmen den zweiten Platz und musste nur dem Werk Undead Unluck den Vortritt lassen. Beim Shinkan Manga Taishō im Jahr 2021 landete das Werk auf Platz 19.
In der Rubrik The Best and Worst Anime of Fall 2023 von Anime News Network wurde die erste Staffel des Anime von Nicholas Dupree und MrAJCosplay jeweils als zweitbester Titel der Saison gelistet. Begründet wurde dies damit, dass die Serie das Harem-Genre revolutioniert habe und Jahrzehnte alte Hierarchien, die von Wegbereitern des Genres geebnet wurden, aufgebrochen habe. Darüber hinaus sei die Serie überaus lustig und vermittle positive Botschaften über bedingungslose Liebe, sowohl auf romantische als auch auf platonische Ebene. Gelobt wurde vor allem der männliche Hauptcharakter, welcher ein aufrichtig netter Mensch ist, der versucht alle seine Freundinnen im gleichen Umfang zu lieben und vor keinem Hindernis zurückschreckt.
Dupree listete den Anime auf Platz drei der besten Animeserien des Jahres 2023 und kürte Rentarō zum besten Anime-Charakter.

## Auszeichnungen und Nominierungen
Im Rahmen der Japan Expo Awards wurde die Anime-Adaptation in der Kategorie Bester Romance-Anime und die Mangavorlage in der Kategorie Bester Romance-Manga nominiert.